# Чарлз Огастес Янг
Чарлз Огастес Янг (англ. Charles Augustus Young; 15 грудня 1834 — 3 січня 1908) — американський астроном, член Національної АН США (1872).

## Біографія
Родився в Геновері (штат Нью-Гемпшир). У 1853 році закінчив Дартмутський коледж. У 1857—1866 роках — професор математики, фізики та астрономії Вестерн-Резерв-коледжу в Гудзоні, в 1866—1877 роках — професор Дартмутського коледжу, в 1877—1905 роках — професор астрономії Принстонського університету.
Основні наукові роботи відносяться до фізики Сонця. Першим у США почав застосовувати спектральний аналіз для дослідження Сонця і зірок. У 1869 році на основі спостережень сонячного затемнення остаточно встановив реальність існування сонячної корони, яка є зовнішньою частиною сонячної атмосфери, і показав, що вона має газоподібну природу (до цього корону вважали ореолом, що утворюється в атмосфері Землі). Результатами спектральних досліджень Сонця, які Янг проводив упродовж трьох десятиліть, були відкриття ним у 1870 році обертального шару в атмосфері Сонця (шар газів над фотосферою, в якому утворюються лінії поглинання), перші спостереження спектра сонячного спалаху, важливі спостереження спектрів хромосфери, плям, протуберанців. Спостерігав у спектрі корони яскраву зелену лінію з довжиною хвилі 5303 Å, яку не можна було приписати жодному з відомих у той час елементів. На цій підставі її вважали належною гіпотетичному елементу — легкому газу «Корона». У 1942 році Б. Едлен показав, що ця лінія належить 13-кратно іонізованному атому заліза (Fe XIV). Янг вивчав також спектри комет і спектр Нової Візничого 1891.
Виконав ряд астрометричних робіт. Брав участь у багатьох експедиціях для спостереження сонячних затемнень, в 1887 році спостерігав повне сонячне затемнення в Клину (Росія). У 1874 році спостерігав у Пекіні проходження Венери по диску Сонця. Автор ряду відомих підручників з астрономії та книги «Сонце» (1882), що здобула світову популярність.